# Piet
Piet é uma linguagem de programação criada por David Morgan-Mar, cujos programas são bitmaps que se parecem com arte abstrata.

## Nome
O nome Piet foi escolhido devido ao pintor holandês Piet Mondrian. Originalmente, pretendia-se usar o nome Mondrian, mas já estava em uso em outra linguagem.

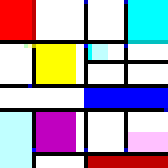
Código em Piet baseado na pintura de 'Piet'

## Código

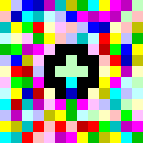
Programa "Hello World" em Piet

A interpretação é feita por um "ponteiro", chamado de Direction Pointer, que se move pela imagem, de uma região de cor contínua para a próxima. Os procedimentos são realizados quando o ponteiro sai de uma região.
Há 20 cores que há comportamento especificado: 18 cores "coloridas", que são ordenadas por um ciclo de tonalidade de 6 etapas e um ciclo de brilho de 3 etapas; além do preto e branco, que não variam. Quando o ponteiro sair de uma cor e entrar no próximo, o procedimento é realizado dependendo do número de etapas de mudança na tonalidade e brilho. O ponteiro não pode entrar no preto; quando tenta entrar numa região preta, a direção é alterada. Se não conseguir entrar em uma nova cor após 8 tentativas, o programa é finalizado. Regiões fora das bordas da imagem são tratadas como preto. O branco não realiza operações, mas permite que ponteiro passe. O comportamento de outras cores além das especificadas é deixada para o compilador ou interpretador.
As variáveis são armazenadas na memória como número inteiro em uma única pilha. Muitos procedimentos lidam com a pilha, como entrada/saída e alteração da direção do ponteiro.